# Louise Lombard
Pour les articles homonymes, voir Lombard.
Louise Lombard est une actrice anglaise, née le 13 septembre 1970 à Londres (Angleterre). 
Elle est surtout connue pour avoir interprété le rôle de Sofia Curtis dans la série télévisée Les Experts.

## Biographie

### Débuts & jeunesse
Les parents de Louise Lombard ont quitté Dublin au milieu des années 1950. Louise Lombard est née Louise Maria Perkins à Londres, en Angleterre, le cinquième enfant de sept frères et sœurs d'une famille d'origine irlandaise.
Quand elle avait huit ans, elle a commencé à prendre des cours de théâtre. Elle a fait ses études à Trinity Catholic High School à Woodford Green (Essex) - une école catholique romaine et, a aussi étudié le graphisme et la photographie au Central Saint Martins College of Art and Design à Londres.

### Carrière
Après plusieurs rôles à la télévision, elle obtient une certaine notoriété avec le rôle d'Évangéline, la plus jeune des sœurs Eliott, dans la série télévisée The House of Eliott (1991-1994). 
En 1998-2000, elle étudie la littérature anglaise au collège St Edmund's de l'Université de Cambridge.
En 1998, Lombard joue dans le film La Malédiction de la momie. En 1999, elle a joué dans le téléfilm Esther, avec F. Murray Abraham.
En 2004, elle joue dans le film Hidalgo, et apparaît dans un rôle récurrent, celui de Sofia Curtis, dans la très populaire série de CBS, Les Experts, jusqu'en 2007 ; Elle fera une dernière apparition en 2011.
En 2009, Lombard joue dans les épisodes pilotes de NCIS : Los Angeles, mais n'a pas été invitée à revenir participer à la série. Elle apparaît cependant à travers un flashback dans la série NCIS : Enquêtes spéciales dans l'avant-dernier épisode de la saison 7, où l'équipe de Gibbs enquête sur son décès.
En 2010, elle participe à 4 épisodes de la nouvelle série de la franchise Stargate : Stargate Universe.
En 2012, elle joue dans l'épisode 16 de la saison 4 - Jeu de dupes - de la série Mentalist.

### Vie privée
Elle a eu deux enfants, Alejandro Jr (2005) et Rafaella (2010) et vit à Los Angeles.

## Filmographie

### Cinéma
- 1997 : Gold in the Streets  : Mary
- 1998 : La malédiction de la momie : Samantha Turkel
- 1999 : After the Rain  : Emma Hughes
- 2001 : My Kingdom  : Kath
- 2001 : Diggity: A Home at Last  : Rachel Blackmon
- 2002 : Claim  : Ellen Brachman
- 2004 : Hidalgo  : Lady Anne Davenport
- 2004 : Countdown  : Catherine Stone
- 2011 : Un Africain en hiver : Madame Dozin
- 2020 : After : Chapitre 2 : Trish Daniels
- 2023 : Oppenheimer de Christopher Nolan : Ruth Sherman Tolman

### Court-métrage
- 2005 : The Call : Woman
- 2011 : Perception : Josephine Cavanaugh

### Télévision

#### Séries télévisées
- 1988 : Twice Upon a Time (1988) (en)
- 1989 : Capital City : Louise
- 1990 : The Bill  : Susan Peterfield
- 1990 : Perfect Scoundrels  : Alice
- 1990 : Casualty : Clare Jameson
- 1991 : Bergerac : Clarissa Calder
- 1991 : Chancer : Anna
- 1991-1994 : The House of Eliott : Evangeline Eliott
- 1992 : Angels : Lucy
- 1993 : Jackanory : Storyteller
- 1996-1997 : Bodyguards : Liz Shaw
- 2000 : Metropolis : Charlotte
- 2004-2011 : Les Experts : Sofia Curtis
- 2009 : NCIS : Enquêtes spéciales : Lara Macy
- 2010 : Miami Medical : Karen
- 2010 : Stargate Universe : Gloria Rush
- 2012 : Mentalist : Dean Nora Hill
- 2014 : Star-Crossed : Soraya
- 2014 : Perception : Josephine Carswell
- 2014 : Grimm : Elisabeth Lascelles

#### Téléfilms
- 1989 : The Forgotten : Kristina
- 1991 : The Black Velvet Gown : Lucy Gallmington
- 1993 : Shakers
- 1999 : Esther, reine de perse : Esther
- 2003 : War Stories : Gayle Phelan
- 2003 : La cible oubliée : Dr. Harriet Fellows
- 2007 : Judy's Got a Gun  : Judy Lemen
- 2008 : Kiss of Death : Kay Rousseu
- 2009 : The Selection : Queen Amberly
- 2012 : Rogue : Wendy Hollingsworth
- 2012 : Dripping in Chocalote : Juliana Lovece
- 2012 : The Selection : Queen Amberly
- 2015 : Les Leçons dangereuses : Stephanie
- 2018 : Shadow Wolves : Lady Milton-Simon